# Escoteino
Escoteino ou Skotino (em grego: Σκοτεινού) é uma vila da unidade regional de Heraclião localizada a aproximadamente 22 km da cidade de Heraclião, Creta, Grécia, a uma altitude de 140 m. A vila conta com 142 habitantes e seu nome provem da igreja de São Nicolau Escotino, uma igreja veneziana, que serviu como uma escola clandestina durante a dominação turca, pois nesta fase os habitantes de Creta foram desprovidos de educação. Numa das colinas que rodeiam a vila encontra-se a caverna de Escoteino, que foi um antigo santuário minoico.